# Richard Antinucci
Richard Mark Antinucci (Roma, 26 gennaio 1981) è un pilota automobilistico statunitense.

## Carriera
Nel 1998 ha gareggiato nella Formula Ford italiana, passando alla British Formula Renault Winter Series nel 1999 e alla Formula Renault 2000 Eurocup nel 2000, dove è rimasto per una stagione.

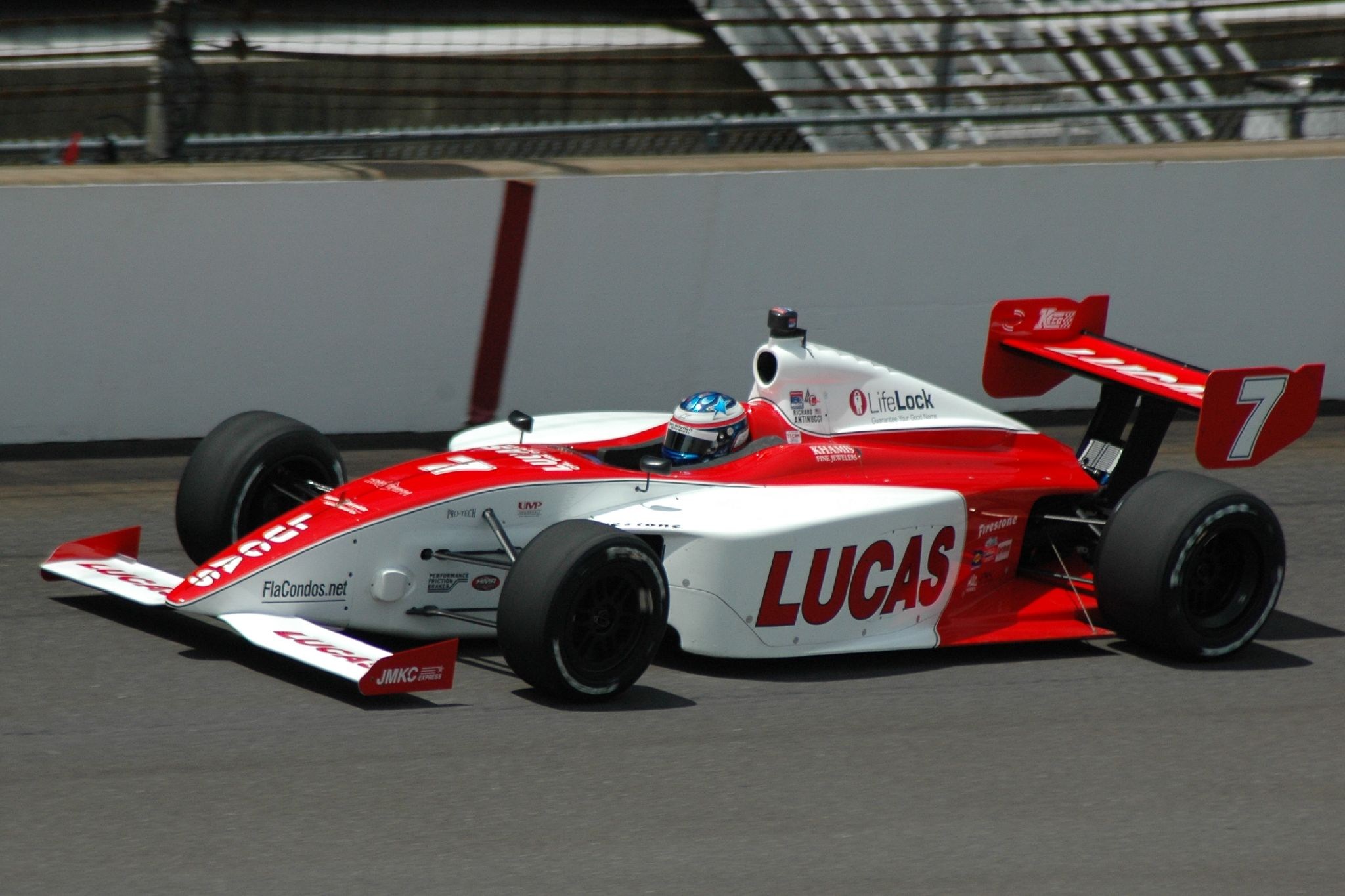
Antonucci in gara nel 2008

Dopo una burrascosa stagione nel 2002, si trasferisce al team Manor Motorsport nella Formula 3 britannica, lasciandoli nel 2003 per il team Carlin nella stessa serie. A metà stagione è passato al team rivale Promatecme, anche se non è rimasto lì a lungo in quanto si è trasferito alla Formula 3 giapponese per la stagione 2004.
Antinucci è passato alla Formula 3 Euroseries per il 2005 e ha concluso in 19ª posizione assoluta la sua prima stagione, nel 2006 ha ottenuto diverse vittorie, che gli hanno permesso di ottenere il 5º posto in campionato e il 2º posto nel Gran Premio di Macao, partendo 15º in griglia.
Ha guidato nella Indy Pro Series nel 2007 per la Cheever Racing, guidando per suo zio Eddie Cheever. Antinucci ha conquistato due vittorie e ha concluso 15° in campionato, nonostante abbia corso solo 9 delle 16 gare in programma, quelle disputate su circuiti non ovali. Ha firmato con la squadra campione in carica Sam Schmidt Motorsports per il 2008. Antinucci ha vinto due gare ed è arrivato secondo dietro al campione Raphael Matos a fine stagione con 32 punti di distacco.
Antinucci ha fatto il suo debutto nella IndyCar Series il 5 luglio 2009 guidando per il Team 3G al Watkins Glen International.